# Scymnus bipunctatus
Scymnus bipunctatus — вид божьих коровок из подсемейства Scymninae.

## Описание
Жук длиной 1,5—2,4 мм. Надкрылья чёрные, с одним маленьким красно-жёлтым пятном, лежащим в задней половине надкрылий.